# OB I bajnokság
Országos Bajnokság I (română: Campionatul la nivel național; de obicei abreviat OB I) este primul eșalon din sistemul competițional hocheistic din Ungaria, fondat în anul 1937. Începând cu sezonul 2024-25, șapte echipe maghiare contestă campionatul. După sezonul regular din Erste Liga , se joacă un playoff direct de eliminare între aceste șapte echipe în care perechile se bazează pe tabela Ligii Erste.

## Echipe 2024-2025
- Budapest Akademia
- Dunaújvárosi Acélbikák
- Ferencváros
- DVTK
- Újpest
- FEHA19
- Debrecen EAC

## Campioane
| - 1936-37. BKE (Budapesti Korcsolyázó Egylet) - 1937-38. BKE (Budapesti Korcsolyázó Egylet) - 1938-39. BKE (Budapesti Korcsolyázó Egylet) - 1939-40. BKE (Budapesti Korcsolyázó Egylet) - 1940-41. BBTE (Budapesti Budai Torna Egylet) - 1941-42. BKE (Budapesti Korcsolyázó Egylet) - 1942-43. BBTE (Budapesti Budai Torna Egylet) - 1943-44. BKE (Budapesti Korcsolyázó Egylet) - 1945-46. BKE (Budapesti Korcsolyázó Egylet) - 1946-47. MTK (Magyar Testgyakorlók Köre) - 1947-48. MTK (Magyar Testgyakorlók Köre) - 1948-49. MTK (Magyar Testgyakorlók Köre) - 1949-50. Meteor Mallerd - 1950-51. Budapesti Kinizsi - 1951-52. Vörös Meteor - 1952-53. Budapesti Postás - 1953-54. Budapesti Postás - 1954-55. Budapesti Kinizsi - 1955-56. Budapesti Kinizsi - 1956-57. Budapesti Vörös Meteor - 1957-58. Újpesti Dózsa - 1958-59. Budapesti Vörös Meteor - 1959-60. Újpesti Dózsa - 1960-61. Ferencvárosi TC - 1961-62. Ferencvárosi TC | - 1962-63. Budapesti Vörös Meteor - 1963-64. Ferencvárosi TC - 1964-65. Újpesti Dózsa - 1965-66. Újpesti Dózsa - 1966-67. Ferencvárosi TC - 1967-68. Újpesti Dózsa - 1968-69. Újpesti Dózsa - 1969-70. Újpesti Dózsa - 1970-71. Ferencvárosi TC - 1971-72. Ferencvárosi TC - 1972-73. Ferencvárosi TC - 1973-74. Ferencvárosi TC - 1974-75. Ferencvárosi TC - 1975-76. Ferencvárosi TC - 1976-77. Ferencvárosi TC - 1977-78. Ferencvárosi TC - 1978-79. Ferencvárosi TC - 1979-80. Ferencvárosi TC - 1980-81. Székesfehérvári Volán - 1981-82. Újpesti Dózsa - 1982-83. Újpesti Dózsa - 1983-84. Ferencvárosi TC - 1984-85. Újpesti Dózsa - 1985-86. Újpesti Dózsa - 1986-87. Újpesti Dózsa | - 1987-88. Újpesti Dózsa - 1988-89. Ferencvárosi TC - 1989-90. Lehel HC - 1990-91. Ferencvárosi TC - 1991-92. Ferencvárosi TC - 1992-93. Ferencvárosi TC - 1993-94. Ferencvárosi TC - 1994-95. Ferencvárosi TC - 1995-96. Dunaferr SE - 1996-97. Ferencvárosi TC - 1997-98. Dunaferr SE - 1998-99. Alba Volán SC - 1999-00. Dunaferr SE - 2000-01. Alba Volán SC - 2001-02. Dunaferr SE - 2002-03. Alba Volán-FeVita - 2003-04. Alba Volán-FeVita - 2004-05. Alba Volán-FeVita - 2005-06. Alba Volán-FeVita - 2006-07. Alba Volán-FeVita - 2007-08. Alba Volán SC - 2008-09. Alba Volán SC - 2009–10: SAPA Fehérvár AV 19 - 2010–11: SAPA Fehérvár AV 19 - 2011–12: SAPA Fehérvár AV 19 | - 2012-13: Dunaújvárosi Acélbikák - 2013-14: Dunaújvárosi Acélbikák - 2014-15: Miskolci Jegesmedvék JSE - 2015-16: DVTK Jegesmedvék - 2016-17: DVTK Jegesmedvék - 2017-18: MAC Budapest - 2018-19: Ferencváros - 2019-20: Ferencváros - 2020-21: Ferencváros - 2021-22: Ferencváros - 2022-23: Ferencváros - 2023-24: Ferencváros - 2024-25: Budapest Akademia |